# Dongqi
Dongqi (kinesiska: 东起乡, 东起) är en socken i Kina. Den ligger i den autonoma regionen Guangxi, i den södra delen av landet, omkring 260 kilometer nordost om regionhuvudstaden Nanning. Antalet invånare är 7406. Befolkningen består av 3 479 kvinnor och 3 927 män. Barn under 15 år utgör 17,0 %, vuxna 15-64 år 69 %, och äldre över 65 år 13,0 %.
Genomsnittlig årsnederbörd är 2 087 millimeter. Den regnigaste månaden är juni, med i genomsnitt 430 mm nederbörd, och den torraste är februari, med 56 mm nederbörd.